# 水落坡乡
水落坡乡是中国山东省滨州市阳信县下辖的一个乡。

## 行政区划
水落坡乡下辖王马村、大马村、蒋家村、三崔村、张马村、任马村、秦马村、郭马村、西魏村、中魏村、段马村、北马村、东魏村、西赵村、东赵村、东长村、碱王村、东谷村、北王村、刘家村、中赵村、中谷村、宋园村、任集村、滕家村、张平村、西谷村、郭赵村、董庙村、西长村、大郑村、大郭村、张营村、祁王村、候坞村、油坊刘村、程家村、孙龙池村、河北刘村、杨家村、北常村、李国吴村、东张村、花李村、西张村、顺合吴村、小张村、刘古良村、楚家村、洼里赵村、范占槐村、皮店村、李屋村、东孟村、东杨村、杨呈白村、孙坊村、北吴村、银刘村、东綦村、小李村、南王村、皮户刘村、石刘村、张锢镥村、王桥村、后赵村、张先生村、赵吴村、五支刘村、大张村、邱家村、水落坡村、辛马村、东王岳村、闫集村、台子杨村、菜园刘村、雷家村、北曹村、吕相村、李店村、河北张村、毕家村、王杠村、后杨村、灶户张村、前杨村、王秀绳村、李截半村、台刘村、大宋村、常家村、北刘村、李英健村、侯家村、钦张村、前赵村、吴坊村、封窑村、南张村、文家村、西杨村、东闫村、后田村、道王村、西闫村、双庙村、前田村、白林村、后闫村、小尹村、大刘村、朱家村、大孙村、小孙村、小刘村、于家村、大尹村、灶户董村、南曹村、东牛村、小王村、东霍村、秦家村。